# Sakaka
Sakaka, que l'on orthographie parfois également Sakakah (arabe : سكاكا, 'Ar'ar), est une ville d'Arabie saoudite, située à l'extrême nord ouest du pays, dans la province d'Al Jawf dont elle est la capitale, à environ 200 kilomètres de la frontière avec la Jordanie et 220 km avec celle de l'Irak, au nord du désert de Néfoud.
La ville fait actuellement plus 250 000 habitants. L'oasis de Sakakah où elle se situe est intéressante[pourquoi ?], et aurait une population d'environ 120 000.

## Agriculture
L'eau est abondante dans Al-Jawf et permet la culture des dattes (200 000 palmiers), des olives (12 000 000 arbres), ainsi que d'autres produits agricoles, dans environ 16 000 fermes, et pour 1 500 projets agricoles.
C'est l'emplacement de quelques exploitations agro-alimentaires réputées, comme Watania, la plus grande ferme pratiquant l'agriculture biologique du pays.

## Développement
Le gouvernement saoudien a investi pour le développement de la région d'Al-Jawf, en particulier dans Sakaka.
La ville se remplit de bâtiments gouvernementaux, d'écoles, d'hôpitaux.
L'Université d'Al-Jouf (en) (Jami'At Al-Jawf), fondée en 2005, veut devenir un pilier de la promotion sociale, culturelle et intellectuelle pour l'Arabie saoudite.
Il existe plusieurs écoles publiques et certaines écoles privées. La seule école de langue anglaise dans toute la région d'Al Jouf est la Al Jouf International School, avec programme britannique (IGCSE O et A niveaux sont offerts).

## Histoire
La ville contient d'importants sites archéologique et notamment à Al-Rajajil où on observe des pierres dressés et des multiples graffitis. Le site est daté de l'an 2000 av. J.-C.

## Tourisme
- Lady Anne Blunt : A pilgrimage to Nadj (1879),
- à visiter : Qasr Za'abel, et pétroglyphes intéressants à 150 m au nord,
- Hôtels : Al Andalus, Al Nusl, Sofrajy, As Safir,
- Aéroport, 28 km sud ouest : de/vers Riyadh, Jeddah, Hail,
- Bus : de/vers Riyadh, Dammam, Dumat al-Jandal, Tabuk, Taima, Al-Ula, Jeddah...
- à visiter à partir de la ville : Rajajil (sur autorisation), pierres dressées vieilles de 4 000 ans.
- Routes :
  - 80 NE : Arar (150 km), Judayyidat, et l'Irak,
  - 80 SW : Al Qalibah, Tabuk (500), Tayma, Al-'Ula, Hail
  - 65 NW : Al Qurayyat (300), Al Hadithat, et la Jordanie,